# Arhythmacanthinae
Sous-famille
La sous-famille des Arhythmacanthinae comprend :
- Heterosentis Van Cleve, 1931 synonyme Arhythmacanthus Yamaguti, 1935

- - Heterosentis cabelleroi Gupta & Fatma, 1985
  - Heterosentis fusiformis (Yamaguti, 1935)
  - Heterosentis heteracanthus (Linstow, 1896)
  - Heterosentis hirsutus Pichelin & Cribb, 1999
  - Heterosentis mysturi (Wei, Huang, Chen & Jiang, 2002)
  - Heterosentis overstreeti (Schmidt et Paperna, 1978)
  - Heterosentis paraplagusiarum (Nickol, 1972)
  - Heterosentis plotosi Yamaguti, 1935
  - Heterosentis pseudobagri (Wang & Zhang, 1987)
  - Heterosentis septacanthus (Sita, 1969)
  - Heterosentis thapari (Gupta et Fatma, 1979)
  - Heterosentis zdzitowieckii (P. Kumar, 1992)
- Spiracanthus Munoz & George-Nascimento, 2002
  - Spiracanthus bovichthys Munoz & George-Nascimento, 2002